# Agaporomorphus pereirai
Agaporomorphus pereirai är en skalbaggsart som beskrevs av Guignot 1957. Agaporomorphus pereirai ingår i släktet Agaporomorphus och familjen dykare. Inga underarter finns listade i Catalogue of Life.